# VW Logus

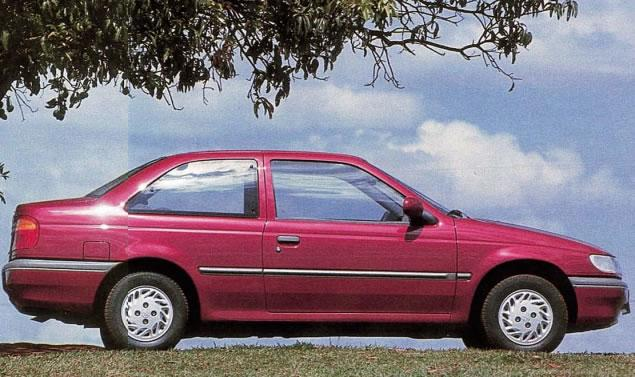
Seitenansicht

Der VW Logus ist ein in Brasilien in Zusammenarbeit von VW mit Ford entstandener Pkw der Kompaktklasse, der von 1993 bis 1997 als zweitürige Stufenhecklimousine angeboten wurde.

## Geschichte
VW und Ford entwickelten und produzierten im Rahmen des Gemeinschaftsunternehmens Autolatina in Südamerika verschiedene Fahrzeuge. Für die Entwicklung der kleineren Modelle war Ford zuständig. Der im März 1993 präsentierte VW Logus basiert auf dem Ford Escort, der äußerlich stark abgewandelt wurde, so dass lediglich Details den Escort erahnen lassen. Die viertürige Schrägheckvariante wurde als VW Pointer vermarktet. Der VW Logus löste ab dem Modelljahr 1994 den VW Apollo ab, der ebenfalls eine Gemeinschaftsentwicklung zwischen Ford und VW war. Zunächst war der Logus mit 1,6 l- und 1,8 l-Motoren lieferbar, bereits 1994 kam der 2,0 l-Motor als leistungsstärkste Motorisierung hinzu.
1996 wurde der Logus auch in der Variante Wolfsburg Edition angeboten. Nach dem Ende von Autolatina wurde die Produktion des Logus eingestellt. Nachfolger wurde der auf dem VW Polo III basierende Polo Classic. Ein später Nachfolger ist seit 2008 der VW Voyage.
Nach Deutschland wurde der Logus nie exportiert.

## Technik
Der VW Logus hat Frontantrieb, fünf Sitzplätze, Vierzylindermotoren mit Zwei-Ventil-Technik und Hubräumen von 1,6 l, 1,8 l und 2,0 l, die stets mit einem 5-Gang-Schaltgetriebe kombiniert wurden. Der Kraftstofftank fasst 64 Liter, das Fahrzeug erreicht je nach Motorvariante eine Höchstgeschwindigkeit von 164 bis 192 km/h. Der Logus ist vorn mit innenbelüfteten Scheibenbremsen, hinten mit Trommelbremsen ausgestattet. Ein Antiblockiersystem war nicht lieferbar.